# Sistema dinâmico discreto
Um sistema dinâmico discreto, é um sistema em que o seu estado só muda durante os instantes {\displaystyle \{t_{0},t_{1},t_{2},\ldots \}.} No intervalo de tempo entre dois desses instantes, o estado permanece constante.
O estado de um sistema discreto em uma dimensão é determinado completamente por uma variável, {\displaystyle y.} O valor da variável de estado nos instantes {\displaystyle {t_{0},t_{1},t_{2},\ldots }} será uma sequência
{\displaystyle {y_{0},y_{1},y_{2},\ldots }.} O intervalo de tempo entre diferentes pares de instantes sucessivos {\displaystyle t_{n}} e {\displaystyle t_{n+1}} não tem que ser o mesmo.

## Equação de Evolução
A equação de evolução permite calcular o estado {\displaystyle y_{n+1},} num instante {\displaystyle t_{n+1},} a partir do estado {\displaystyle y_{n},} no instante anterior {\displaystyle t_{n}:}
{\displaystyle y_{n+1}=F(y_{n}),}
onde {\displaystyle F(y)} é uma função conhecida. A equação anterior é uma equação de diferenças de primeira ordem.
Dado um estado inicial {\displaystyle y_{0},} aplicações sucessivas da função {\displaystyle F} permitem obter facilmente a sequência de estados {\displaystyle y_{n}.} Em alguns casos pode ser possível obter uma expressão geral para {\displaystyle y_{n}} em função de {\displaystyle n.}

## Evolução de sistemas discretos
A evolução de um sistema discreto de primeira ordem:
{\displaystyle y_{n+1}=F(y_{n})}
É obtida aplicando sucessivamente a função {\displaystyle F,} ao estado inicial
{\displaystyle y_{0}=c:}
{\displaystyle {c,F(c),F(F(c)),F(F(F(c))),\ldots }}
ou, em forma mais compacta:
{\displaystyle {c,F(c),F^{2}(c),F^{3}(c),\ldots \,y_{n}=F^{n}(c)}}

## Análise gráfica

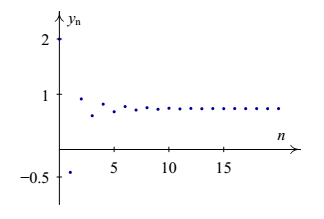
Diagrama de degraus para com

Uma forma gráfica de representar a evolução do sistema consiste em desenhar um ponto para cada passo na sequência, com abcissa igual ao índice {\displaystyle n} e ordenada igual a {\displaystyle y_{n}.}
Por exemplo, no exemplo ao lado, usando a variável {\displaystyle y,} temos {\displaystyle F(y)=\cos y,} com valor inicial {\displaystyle y_{0}=2.} Obtemos o gráfico de evolução dos primeiros 20 termos:
Outro tipo de diagrama que será muito útil para analisar os sistemas dinâmicos discretos em uma dimensão é o diagrama de degraus, que consiste em representar as funções {\displaystyle y=F(x)} e {\displaystyle y=x,} e uma série alternada de segmentos verticais e horizontais que unem os pontos {\displaystyle (y_{0},y_{0}),} {\displaystyle (y_{0},y_{1}),} {\displaystyle (y_{1},y_{1}),} {\displaystyle (y_{1},y_{2}),} etc.

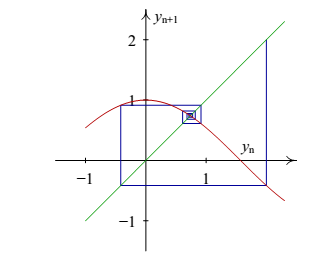
Evolução de com

Por exemplo, a figura ao lado mostra o diagrama de degraus para o caso da sequência representada na figura anterior.
Essa função
precisa dos mesmos três argumentos que a função anterior; nomeadamente, a função {\displaystyle F(y)} no lado direito da equação de evolução, o valor inicial {\displaystyle y_{0}} e o
número de passos na sequência. Repare a variável na expressão para {\displaystyle F} deverá ser sempre {\displaystyle y;} se a variável de estado no seu problema for outra, deverá fazer a mudança necessária.
O diagrama de degraus permite-nos saber quando uma sequência diverge ou converge e qual o valor para onde converge.

## Pontos fixos
Um ponto fixo do sistema da primeira figura é um ponto {\displaystyle y_{0}} onde o estado do sistema permanece constante. Para isso acontecer será necessário e suficiente que
{\displaystyle F(y_{0})=y_{0},}
isto é, sucessivas aplicações da função {\displaystyle F} não modificam o valor inicial. A solução do sistema, com valor inicial {\displaystyle y_{0},} é uma sequência constante: {\displaystyle \{y_{0},y_{0},y_{0},\ldots \}.}
Do ponto de vista gráfico, os pontos fixos serão todos os pontos onde a curva {\displaystyle F(x)} intersecta a reta {\displaystyle y=x} no diagrama de degraus.

## Pontos periódicos
Se a sequência {\displaystyle \{y_{0},y_{1},y_{2},\ldots \}} for uma solução do sistema dinâmico
{\displaystyle y_{n+1}=F(y_{n})}
um elemento qualquer na sequência pode ser obtido diretamente a partir de {\displaystyle y_{0},} por meio da função composta {\displaystyle F^{n}}
{\displaystyle y_{n}=F^{n}(y_{0})=\underbrace {F(F(\ldots (F} _{n{\mbox{ vezes}}}(y))))}
Uma solução será um ciclo de período 2 se for uma sequência de dois valores alternados: {\displaystyle \{y_{0},y_{1},y_{0},y_{1},\ldots \},} com {\displaystyle y_{0}\neq y_{1}.}
Os dois pontos {\displaystyle y_{0},} {\displaystyle y_{1}} são pontos periódicos com período igual a 2.
Como {\displaystyle y_{2}=F^{2}(y_{0})=y_{0},} é necessário que {\displaystyle F^{2}(y_{0})=y_{0}.}
E como {\displaystyle y_{3}=F^{2}(y_{1})=y_{1}} temos também que {\displaystyle F^{2}(y_{1})=y_{1}.}
Ainda, como {\displaystyle F(y_{0})=y_{1}\neq y_{0},} é preciso que {\displaystyle F(y_{0})\neq y_{0},} e como {\displaystyle F(y_{1})=y_{0}\neq y_{1},} também é preciso que {\displaystyle F(y_{1})\neq y_{1}.}
Todas as condições anteriores podem ser resumidas dizendo que dois pontos {\displaystyle y_{0}} e {\displaystyle y_{1}} formam um ciclo de período 2, se ambos forem pontos fixos da função {\displaystyle F^{2}(y),} mas sem ser pontos fixos da função {\displaystyle F(y).}
Dito de outra forma, quando calcularmos os pontos fixos da função {\displaystyle F^{2},} deverão aparecer todos os pontos fixos da função {\displaystyle F,} mais os pontos periódicos, de período 2, da função {\displaystyle F.}
O ciclo será atrativo ou repulsivo segundo o valor que a derivada de {\displaystyle F^{2}}tiver em cada ponto do ciclo. Para calcular a derivada de {\displaystyle F^{2}}
em {\displaystyle y_{0}} usa-se a regra da cadeia
{\displaystyle (F^{2}(y_{0}))'=(F(F(y_{0})))'=F'(F(y_{0}))F'(y_{0})=F'(y_{1})F'(y_{0})}
assim, a derivada de {\displaystyle F^{2}} é igual nos dois pontos {\displaystyle y_{0},} {\displaystyle y_{1}} que fazem parte do ciclo, e é igual ao produto da derivada de {\displaystyle F} nos dois
pontos.
Generalizando, um ponto {\displaystyle y_{0}} faz parte dum ciclo de período {\displaystyle m,} se {\displaystyle F^{m}(y_{0})=y_{0}} mas {\displaystyle F^{j}(y_{0})\neq y_{0},} para {\displaystyle j<m.} Os {\displaystyle m} pontos que formam o ciclo completo são
{\displaystyle {\begin{aligned}y_{0}&&\\y_{1}&=&F(y_{0})\\y_{2}&=&F^{2}(y_{0})\\\vdots &&\\y_{m-1}&=&F^{m-1}(y_{0})\end{aligned}}}
Todos esses pontos são pontos fixos de {\displaystyle F^{m}} mas não podem ser pontos fixos de {\displaystyle F^{j},} com {\displaystyle j<m.}
Se o valor absoluto do produto da derivada nos {\displaystyle m} pontos do ciclo:
{\displaystyle \prod _{j=0}^{m-1}F'(y_{j})}
for maior que 1, o ciclo será repulsivo; se o produto for menor que 1, o ciclo será atrativo, e se o produto for igual a 1, o ciclo poderá ser atrativo ou repulsivo, em diferentes regiões.

## Resolução numérica de equações
Uma aplicação importante dos sistemas dinâmicos discretos é na resolução de equações com uma variável. O problema consiste em encontrar as raízes de uma função real {\displaystyle f,} isto é, os valores de {\displaystyle x} que verificam a equação
{\displaystyle f(x)=0}
Por exemplo, encontrar os valores de {\displaystyle x} que resolvem a equação:
{\displaystyle 3x^{2}-x\cos(5x)=6}
Esse tipo de equação não pode ser resolvida de forma analítica; deverá ser resolvida por métodos numéricos. Os métodos numéricos consistem em encontrar um sistema dinâmico com sequências convergentes que se aproximem das soluções da equação. Nas secções seguintes estudaremos dois desses métodos.

### Método de iteração
Se a equação pode ser escrita na forma
{\displaystyle x=g(x)}
As soluções são os pontos fixos do sistema dinâmico:
{\displaystyle x_{n+1}=g(x_{n})}
Para encontrar um ponto fixo, escolhemos um valor inicial qualquer e calculamos a evolução do sistema.

### Método de Newton

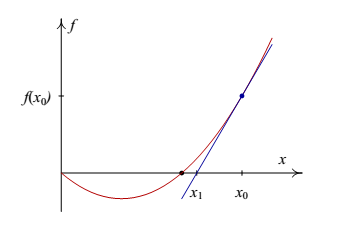
Método de Newton para aproximação a uma raiz.

O método de Newton permite encontrar as raízes da equação. Começamos por admitir que existe uma raiz perto do valor {\displaystyle x_{0}} e melhoramos a nossa aproximação inicial encontrando o ponto {\displaystyle x_{1}} onde a tangente em {\displaystyle f(x_{0})} corta o eixo dos {\displaystyle x} (ver figura)
{\displaystyle x_{1}=x_{0}-{\frac {f(x_{0})}{f'(x_{0})}}}
Podemos usar a mesma equação para calcular uma outra aproximação {\displaystyle x_{2}} a partir de {\displaystyle x_{1}.} Em geral
{\displaystyle x_{n+1}=x_{n}-{\frac {f(x_{n})}{f'(x_{n})}}}
É de salientar que as raízes de uma função contínua {\displaystyle f,} onde {\displaystyle f} é nula, são os pontos fixos do sistema dinâmico definido pela equação acima (Nas regiões onde {\displaystyle f} e {\displaystyle f'} sejam ambas nulas, as raízes não estão isoladas, mas existe um intervalo com um número infinito de raízes. Nesta secção não vamos estudar esse tipo de raízes.).
A vantagem deste método, em relação ao método de iteração, pode ser apreciada usando a nossa análise dos pontos fixos dum sistema dinâmico. A função que gera o sistema da equação anterior é
{\displaystyle g(x)=x-{\frac {f(x)}{f'(x)}}}
A derivada dessa função é
{\displaystyle g'=1-{\frac {(f')^{2}-f''f}{(f')^{2}}}={\frac {f''f}{(f')^{2}}}}
nos pontos fixos, {\displaystyle f} é igual a zero. Assim, {\displaystyle g'} também será nula nos pontos fixos. Por tanto, os pontos fixos da equação serão sempre atrativos. Isso quer dizer que, se o ponto inicial {\displaystyle x_{0}} for escolhido suficientemente perto duma das raízes de {\displaystyle f,} a sequência {\displaystyle x_{n}} aproximar-se-á dela. O problema está em determinar, em cada caso o que é suficientemente perto.

## Sistemas discretos no plano complexo
A equação de evolução de um sistema dinâmico de primeira ordem, no plano complexo é:
{\displaystyle z_{n+1}=F(z_{n})}
onde {\displaystyle z} é uma variável complexa, e {\displaystyle F} uma função no plano complexo.
Igual que no caso real, a evolução do estado do sistema é dada por uma sequência em que o termo de ordem {\displaystyle n} obtém-se iterando a função {\displaystyle n} vezes:
{\displaystyle \{z_{0},F(z_{0}),F(F(z_{0})),F(F(F(z_{0}))),\ldots \}}
essa sequência corresponde a um conjunto de pontos no plano complexo.

### Sistemas quadráticos
Os sistemas quadráticos complexos são a família de sistemas gerados pelas funções:
{\displaystyle F(z)=Q_{c}(z)=z^{2}+c}
onde {\displaystyle c} é um parâmetro complexo.
Se {\displaystyle c} e o valor inicial de {\displaystyle z} forem reais, obtêm-se os sistemas quadráticos reais que já analisamos com bastante pormenor na seção acima. O seguinte é um sumário dos resultados obtidos nessa secção:
- Se {\displaystyle -0.75\leq c\leq 0.25,} o sistema converge para um ponto fixo atrativo.
- Se {\displaystyle -2<c<-0.75,} o sistema converge para alguns ciclos atrativos.
- Se {\displaystyle c=-2,} o sistema é caótico, para valores iniciais no intervalo entre -2 e 2.

Se {\displaystyle c<-2,} o sistema é caótico, para valores iniciais dentro de um conjunto de Cantor.

### A função quadrática
No caso particular {\displaystyle c=0,} a função que gera o mapa quadrático é a função quadrática
{\displaystyle Q_{0}(z)=z^{2}}
Neste sistema, a origem do plano complexo é um ponto fixo atrativo. Usando a forma polar dos números complexos,
{\displaystyle z_{0}=r\,e^{i\theta }}
vemos que:
{\displaystyle z_{n}=r^{2^{n}}\,e^{i(2^{n}\theta )}}
Assim, podemos concluir que,
- Se {\displaystyle r<1,} o estado do sistema aproxima-se assimptoticamente da origem.
- Se {\displaystyle r>1,} o estado do sistema afasta-se até o infinito.
- Se {\displaystyle r=1,} o estado do sistema roda sobre o círculo de raio igual a 1, e em cada iteração duplica-se o ângulo. Trata-se de um sistema caótico.

### Conjunto de Julia
Partindo de um ponto inicial no plano complexo, em alguns casos obtém-se sequências limitadas, que podem ser ciclos, ou soluções caóticas.
O conjunto de Julia é o conjunto de todos os pontos do plano complexo, que conduzem a sequências limitadas.
Por exemplo, os pontos em negro na figura são o conjunto de Julia para o mapa quadrático com {\displaystyle c=-0.55+i0.6.}
A origem encontra-se no centro do quadrado. A região apresentada corresponde a valores reais e imaginários menores que 1.3 em valor absoluto.
Os pontos que não pertencem ao conjunto de Julia foram representados com uma cor, que corresponde ao número de iterações antes de a sequência se afastar da origem mais do que 2 unidades (se após 40 iterações isso não tivesse acontecido, o ponto foi pintado de negro).

### Critério de convergência
Para o mapa quadrático pode-se demonstrar que se para algum valor de {\displaystyle n} o número complexo {\displaystyle z_{n}} sair do círculo de raio 2, com centro na
origem, a sequência correspondente diverge até o infinito. Os números complexos que fazem parte do conjunto de Julia estão todos dentro desse círculo, e para qualquer {\displaystyle z_{n}} nas sequências geradas a partir do conjunto de Julia, verifica-se a condição {\displaystyle |z_{n}|\leq 2.}
Assim, para desenhar o conjunto de Julia, selecionam-se vários pontos numa região, e calcula-se a sequência de iterações do mapa quadrático, até que a sequência dei um valor complexo com módulo maior que 2, ou {\displaystyle n} for igual a um número máximo de iterações. Cada ponto desenha-se com uma cor diferente, de acordo com o número de elementos da sequência obtida. Se esse número for igual ao número máximo de iterações usadas, admitimos que o ponto faz parte do conjunto de Julia.
Obviamente, que a representação do conjunto de Julia assim obtida será apenas uma aproximação, que será melhor quanto maior for o número máximo de iterações usado. 

### O conjunto de Mandelbrot
O conjunto de Mandelbrot define-se como o conjunto de pontos {\displaystyle c/} do plano complexo, que fazem com que a solução do mapa quadrático, com valor inicial na origem, seja limitada. Nomeadamente, se para um determinado valor {\displaystyle c} a sequência
{\displaystyle \{Q_{c}(0),Q_{c}(Q_{c}(0)),Q_{c}(Q_{c}(Q_{c}(0))),\ldots \}}
nunca se afasta para o infinito, o ponto {\displaystyle c} pertence ao conjunto de Mandelbrot.
O critério de convergência é o mesmo que no caso do conjunto de Julia e a interpretação das cores no diagrama é a mesma que nos gráficos do conjunto de Julia. Cada cor indica o número de iterações necessárias para que o mapa quadrático, com constante {\displaystyle c} igual à posição desse ponto no plano complexo, e com valor inicial 0, produza um número por fora da região de convergência.